# The Horribly Slow Murderer with the Extremely Inefficient Weapon
The Horribly Slow Murderer with the Extremely Inefficient Weapon (in italiano L'assassino orribilmente lento con l'arma estremamente inefficace) è un cortometraggio del 2008, scritto e diretto da Richard Gale. Il film è stato girato interamente in California in 22 giorni di lavoro, con un budget di 600 dollari. Filmato con una videocamera digitale Panasonic HVX200, il corto è stato editato con il software Final Cut Pro dal regista stesso.

## Trama
Nella fiction del cortometraggio, lo stesso è presentato come il trailer di un film di prossima uscita, frutto di dodici anni di lavoro e dalla durata di più di 9 ore. Il protagonista Jack Cucchiaio (in italiano nel testo originale), un patologo forense, viene inseguito dal Ginosaji (in lingua giapponese "cucchiaio d'argento"), un demone apparentemente immortale che perseguita le sue vittime colpendole con il dorso di un cucchiaio. Jack prova a ucciderlo invano con un coltello e in seguito si accorge di un simbolo sul braccio col quale il mostro tiene il cucchiaio. Il protagonista viaggia sino in Estremo Oriente per scoprire il significato del simbolo; qui trova una donna, detta "la mistica", la quale gli dice che il Ginosaji lo perseguiterà fino alla morte e non c'è modo di sfuggire al suo destino. Jack prova a ucciderlo con ogni tipo di arma, senza risultati.

## Riconoscimenti
Il cortometraggio ha vinto numerosi premi e riconoscimenti internazionali, tra i quali:
- Premio speciale della giuria all'Austin Fantastic Fest (2008)
- Miglior cortometraggio al Fant-Asia Film Festival (2009)
- Citizen's Choice Award e Grand Prize for Short Film al Bucheon International Fantastic Film Festival (2009)
- 10 Degrees Hotter Award al Valley Film Festival (2009)
- Golden Glibb al Weekend of Fear di Norimberga (2009)
- Silver audience award per il miglior cortometraggio internazionale al Toronto After Dark Film Festival (2009)

## Seguiti

### Ask Jack! Spaghetti dinner of the damned
Ask Jack! Spaghetti dinner of the damned è un finto spettacolo televisivo in cui Richard Gale risponde alle domande degli utenti di YouTube. Ne è stata finora girata una sola puntata, in cui Jack spiega perché, nonostante corra da anni intorno al mondo, non mostri alcun segno di deperimento: Jack mangia copiosamente per frapporre uno strato di tessuto adiposo tra lui e le cucchiaiate del Ginosaji.

### Spoon vs. Spoon
Spoon vs. Spoon (in italiano Cucchiaio contro Cucchiaio) è un breve seguito del primo cortometraggio, pubblicato da Gale sul suo canale di YouTube. Tra i vari commenti del primo video qualcuno consigliava vari metodi per uccidere il Ginosaji, tra cui quello di usare un altro cucchiaio. Jack cerca il Ginosaji e dopo averlo trovato tira fuori il suo cucchiaio per poi corrergli incontro, quest'ultimo lancia però il suo cucchiaio verso Jack colpendolo sulla mano e riuscendo a sottrarglielo. Il Ginosaji inizia così a perseguitare Jack con due cucchiai.

### Save Jack! Interactive
Save Jack! Interactive è un'esperienza interattiva composta da cinque video, pubblicata da Richard Gale su YouTube. Jack chiede allo spettatore come difendersi dal Ginosaji, che ora lo perseguita con due cucchiai. Le quattro scelte sono le seguenti:
- Indossare indumenti protettivi: Jack indossa degli indumenti protettivi e il Ginosaji inizia a colpirlo sul casco. Dopo alcune ore Jack, che sta impazzendo, si spoglia completamente per indurre il Ginosaji a colpirlo da qualche altra parte, ma il demone continua a colpire il suo casco. Allo stremo, Jack si toglie infine anche il casco, ma il Ginosaji glielo rimette e continua a colpirlo.
- Usare un magnete gigante: Jack si reca al CERN di Ginevra e va vicino al magnete 51B dell'LHC. Il magnete cattura il cucchiaio del Ginosaji ed attrae tutti gli altri cucchiai che ha nel giubbotto. Il Ginosaji è in difficoltà, ma dopo un minuto estrae dal giubbotto un cucchiaio di legno e ricomincia ad inseguire Jack.
- Dargli un abbraccio: La voce fuori campo di Richard Gale suggerisce a Jack che il Ginosaji ha solo bisogno di amore e che basterebbe dargli un abbraccio. Jack non gli crede e prova a dargli un abbraccio con coltelli e bracciali borchiati. Il Ginosaji si svincola e Jack si colpisce da solo, mentre l'assassino continua a prenderlo a cucchiaiate.
- Dargli un calcio nei genitali: Jack sferra un calcio nell'inguine al Ginosaji e si ritrova la scarpa coperta di vermi. Vomita sul pavimento mentre continua a ricevere cucchiaiate.

### Ginosaji vs. Ginosaji
Una serie in cui a Jack, ormai non più sano di mente, viene l'idea di diventare un Ginosaji. Nel primo episodio (ottobre 2012), Jack si trucca e si veste da Ginosaji, prende in mano un cucchiaio e cammina per la città. Siccome il Ginosaji non smette, Jack si accanisce contro un pedone. Il pedone lo stende con un pugno mentre Jack continua a ricevere cucchiaiate. Nel secondo episodio (dicembre 2012) Jack viene investito da un autobus e aggredito a bastonate da una vecchietta, sempre mentre il Ginosaji continua a perseguitarlo. Nel terzo episodio (marzo 2013) Jack crede di essere morto e finito in un posto idilliaco, ma in realtà si trova in ospedale assistito da un'amorevole infermiera, la quale però si trasforma nel Ginosaji che insegue Jack fino al tetto dell'ospedale. Nel quarto e ultimo episodio, Jack si rende conto che la tattica di immedesimarsi nel Ginosaji non ha funzionato perché vi erano alcuni dettagli che non lo rendevano tale, come l'aver la barba e essersi truccato male. Dopo aver rimediato ad ogni mancanza, Jack riesce a diventare una copia perfetta del Ginosaji, ed inizia così una lotta a colpi di cucchiai, dove però viene continuamente disarmato dai colpi del demone fino all'ultimo cucchiaio.

## Spoonkiller contest
Nell'ottobre 2010 gli attori del film hanno lanciato un concorso fotografico: i partecipanti dovevano inviare una loro foto travestiti da Ginosaji. Al concorso hanno partecipato oltre 550 persone da tutto il mondo e i vincitori sono stati annunciati l'11 novembre 2010.